# Doris Van Caneghem
Doris Van Caneghem (Mortsel, 12 maart 1937) is een Vlaams actrice. Ze speelde mee in de series Het Manneke (1961), Het Pleintje, De bossen van Vlaanderen en Stille Waters. Van Caneghem speelde vanaf het eerste seizoen mee in de soapserie Thuis als Félicienne, de werkvrouw van Walter De Decker en Marianne Bastiaens, gedurende zeven seizoenen.
Gastrollen in televisieseries had ze in Merijntje Gijzen, De Collega's, Postbus X, Alfa Papa Tango, Caravans, Recht op Recht, Flikken en Grappa. Ze was ook te zien in de films Salut en de kost, Max, Film 1 en Romance, naast talloze televisiefilms.
Met theatergezelschap Malpertuis stond ze op de planken met Le bourgeois gentilhomme en Emily.
Ze was ook te horen in het hoorspel Het blauwe licht (1988).

## Rollen in Nederland
- Ik ben Joep Meloen (film) - mevrouw Van der Ploeg (1981)
- Boeing Boeing (theater) - huishoudster Bertha (1978)
- Ik slaap wel op de bank (theater) - Mikky (1976)